# アルレキナーダ
アルレキナーダ（英語: Harlequinade、ロシア語: Арлекинада、ラテン文字転写例：Arlekinada）はマリウス・プティパの台本・振付とリッカルド・ドリゴの音楽による2幕のバレエである。初演時のタイトルは『百万長者のアルルカン』または『百万長者の道化師』（フランス語: Les Millions d'Arlequin、英語：Harlequin's Millions、ロシア語：Миллионы Арлекина、ラテン文字転写例：Milliony Arlekina）であるが、日本ではアルレキナーダまたはアレルキナーダと呼ばれることが多い。1900年2月23日にサンクトペテルブルクのエルミタージュ劇場でロシア帝室バレエ団により初演された。続いて2月26日には帝室マリインスキー劇場で同じキャストで再演された。
リッカルド・ドリゴによる楽曲は、1901年にツィンマーマン社からピアノ・リダクション版が出版された。第一幕のセレナーデは様々な楽器のために編曲され、『ヴェネツィアン・セレナード』あるいは『ヴァルス・ボストン』など別のタイトルで知られるようになった。1922年には Notturno d'amour （「愛の夜」の意）というタイトルで歌詞が付けられ、1926年にはイタリアのテノール歌手ベニャミーノ・ジーリが歌って大ヒットするなど、多くの歌手が録音を残している。
マリウス・プティパが振り付けた二幕構成のオリジナル版は1927年以来上演されておらず、現在上演されているのは1933年にレニングラード・マールイ劇場バレエ団のバレエマスターであったフョードル・ロプホーフが同団のために一幕物に改訂した『アルレキナーダ（Arlekinada）』と、1965年にジョージ・バランシンがニューヨーク・シティ・バレエ団に振り付けた『ハーレクイナード (Harlequinade）』という2つの改訂版である。

## 歴史
イヴァン・フセヴォロシスキーは1899年にエルミタージュ美術館の館長に就任したが、この役職は美術館に付属する劇場で行われる公演を監督することも求められていた。このため、フセヴォロシスキーは帝室マリインスキー劇場のメートル・ド・バレエであったマリウス・プティパに、1900年-1901年シーズンにロシア帝室の臨席を賜って行う公演のために、バレエ作品3本を用意するよう依頼した。この依頼に対して、プティパはそれぞれ異なる主題を設けて台本の執筆にとりかかった。1本目の『愛の悪戯（Les Ruses d'amour）』はフランスのロココ様式に着想を得たもので、2本目の『四季（Les Saisons）』は踊りにより四季を表現したプロットレスのディベルティスマンの集成であった。3本目に作られたのが本作で、台本はイタリアの仮面演劇であるコンメディア・デッラルテのストック・キャラクターのエピソードに基づいている。プティパとフセヴォロシスキーは本作の楽曲をアレクサンドル・グラズノフ、『四季』の楽曲をリッカルド・ドリゴに作曲させるつもりであったが、この二人は親友であり、それぞれに依頼された作品を突き合わせていった。そして、グラズノフがプティパとフセヴォロシスキーに対して『百万長者のアルルカン』の主題はまさしくドリゴの才能にこそふさわしい、と強く主張したことから、グラズノフが『愛の悪戯』と『四季』、ドリゴが本作の作曲を担当することになった。

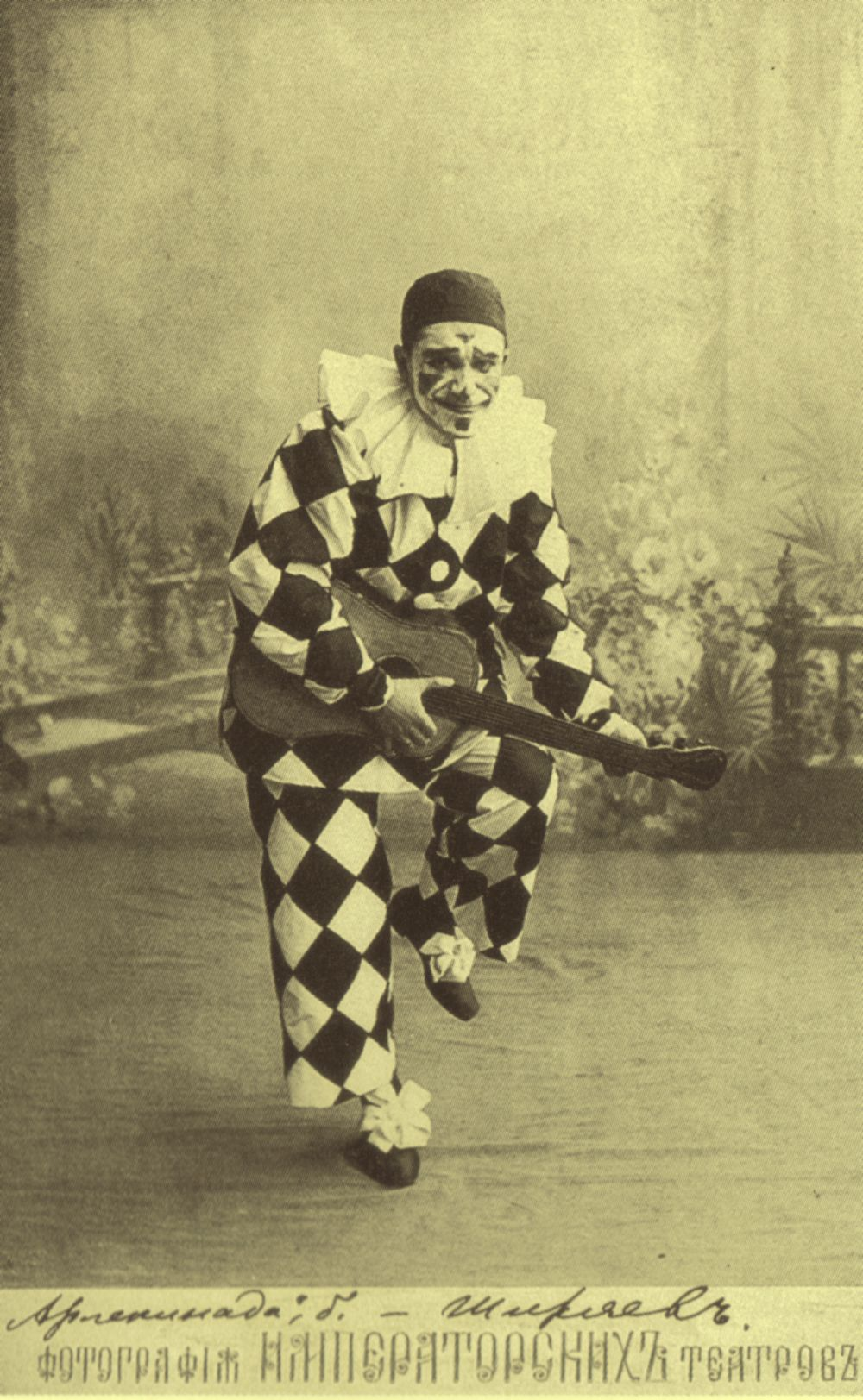
第一幕のアルルカンの衣装を身に着けたアレクサンドル・シリヤエフ。セレナーデのシーンで有名なプロップ・ギターを持っている。1905年頃、サンクトペテルブルク。

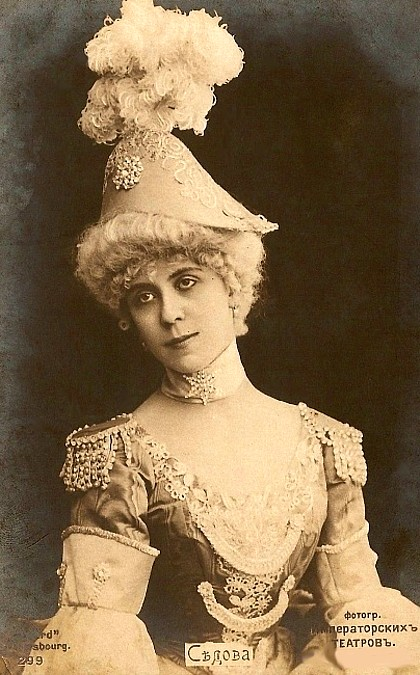
第二幕のポロネーズの衣装を着たコロンビーヌ役のユリア・セドーヴァ。1905年頃、サンクトペテルブルク。

作曲中、ドリゴは故郷イタリアを想起しながら夏の庭園とネヴァ川のほとりを毎日散歩していたという。そしてマンドリンソロを含む有名な「セレナーデ」と、ハープ奏者アルベルト・ツァベルのために書かれた「子守歌：コロンビーヌのヴァリアシオン（Berceuse: Variation pour Columbine）」を作曲した。
『百万長者のアルルカン』は1900年2月23日（ユリウス暦2月10日）にエルミタージュ劇場で初演された。マチルダ・クシェシンスカヤがコロンビーヌ、ゲオルギー・キャクシュトがアルルカン、オルガ・プレオブラジェンスカヤがピエレッテ、セルゲイ・ルキアノフがピエロ（ペドロリーノ）、エンリコ・チェケッティがカッサンドロを演じた。この初演は皇帝ニコライ2世、皇后アレクサンドラ、皇太后マリアなど皇帝一家を対象とした私的なものであった。当時の私的な御前公演は拍手や歓声が許されないなど、厳格なエチケットとプロトコールが定められた極めてフォーマルなものであったが、幕が下りた瞬間に皇帝一家から雷鳴のような拍手が起こり、挨拶のため幕前に進み出たメートル・ド・バレエのプティパとキャスト全員に割れんばかりの喝采が送られた。ドリゴに至っては、音楽を祝福しようと駆け寄った皇子や大公が互いの足をもつれさせて躓くほどの歓待を受けた。バレエに大いに満足したアレクサンドラ皇后は、帝室マリインスキー劇場の舞台で2回の御前公演を追加で行うよう命じ、その最初の公演は2月26日に行われた。
マリウス・プティパは、コロンビーヌとピエレットをプリンシパル・ロールとして特に印象的な振付を行った。このため、コロンビーヌ役はアンナ・パヴロワ、オルガ・プレオブラジェンスカヤ、ユリア・セドーヴァなど、帝室バレエ団の名バレリーナたちに人気の役柄となった。また、アルルカンにも技巧的で挑戦的な振り付けを行ったことから、こちらも帝室バレエ団のメンバーを含むロシアの男性ダンサーにとって垂涎の的となった。
その後、1917年のロシア革命までの間に本作は50回以上上演された。しかし、革命後は散発的に上演されるのみとなり、1927年の公演を最後にプティパ版が上演されることはなくなってしまった。

### 後の作品
1933年に、新しく結成されたレニングラード・マールイ劇場バレエ団のバレエマスターとなったフョードル・ロプホーフは、『百万長者のアルルカン』を一幕物に改訂し、『アルレキナーダ』と改題して上演した。衣装および美術は芸術家のタチアナ・ブルーニが担当した。1933年6月6日に初演されたが、これは同団がマールイ劇場付きのバレエ団となって初の公演でもあった。ロプホーフ版の『アルレキナーダ』は、1990年代に至るまで同団で上演され続けた。現在までに2回映像化されており、最初は1978年にソ連のテレビ局による制作でBBCの番組「ロシアン・バレエの夕べ（An Evening With the Russian Ballet）」で放送された。2度目のものは1991年にレニングラード・マールイ劇場バレエ団がマリインスキー劇場で公演を行った際に、ソ連国内のテレビ向けにゴステレラジオ（ソ連国立放送委員会）が制作したものである。ロプホーフ版は、現在でもロシアのみならず世界中で上演される機会がある。
ジョージ・バランシンは、『百万長者のアルルカン』の上演65周年を記念して、ニューヨーク・シティ・バレエ団のために改訂振付を行って『ハーレクイナード』と改題して上演した。1965年2月4日にニューヨーク州立劇場で初演され、パトリシア・マクブライドがコロンビーヌ、エドワード・ビレラがアルルカン、スキ・スカラーがピエレッテ、デニ・ラモントがピエロを演じた。その後、ニューヨーク・シティ・バレエ団は、現在に至るまで上演を続けている。

## セレナーデ
『百万長者のアルルカン』の第一幕には、コロンビーヌが自宅のバルコニーに出てきたところにアルルカンがマンドリン（後にはギター）でセレナーデを弾きながら通りかかるという特徴的なシーンがある。ドリゴが作曲したこのセレナーデは、それ単体でも人気を博し、さまざまな楽器向けに編曲された楽譜が出版された。セレナーデはエドワード朝から戦間期にかけてサロン音楽の定番となり、「ヴァルス・ボストン (Valse Boston)」、「セレナーティナ・ヴェネツィアーナ (Serenatina veneziana」や「ヴェネツィアン・セレナーデ (Venetian Serenade)」など、違うタイトルでも出版された。 セレナーデはホワイト・スター・ラインの歌曲集にも収められ、タイタニック号の楽団も演奏した。
セレナーデは、1922年にS・フォカッチの作詞で歌曲 Notturno d'amore となった。イタリアのテノール歌手ベニャミーノ・ジーリは、1926年にこの曲を録音して世界的にヒットさせている。その後も多くの有名歌手が録音を残している。